# 拉蒂耶
拉蒂耶（法語：Latillé，法語發音：[latije]）是法国新阿基坦大区维埃纳省的一个市镇，位于该省西部，属于普瓦捷区。

## 地理
拉蒂耶（46°37'7"N, 0°4'31"E）面积25.17 平方千米，位于法国新阿基坦大区维埃纳省，该省份为法国中西部省份，北起曼恩-卢瓦尔省和安德尔-卢瓦尔省，西接德塞夫勒省，南至夏朗德省，东南接上维埃纳省，东临安德尔省。
与拉蒂耶接壤的市镇（或旧市镇、城区）包括：瓦勒、艾龙、希雷昂蒙特勒伊、布瓦夫尔拉瓦莱。

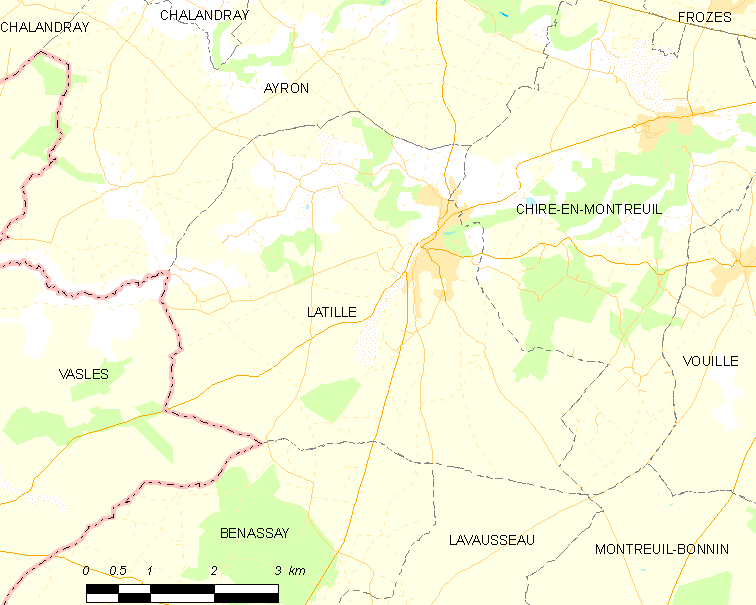
拉蒂耶的OSM定位图

拉蒂耶的时区为UTC+01:00、UTC+02:00（夏令时）。

## 行政
拉蒂耶的邮政编码为86190，INSEE市镇编码为86121。

## 政治
拉蒂耶所属的省级选区为武讷伊苏比亚尔县。

## 人口

1962-2008年间拉蒂耶人口变化图示

拉蒂耶于2022年1月1日时的人口数量为1483人。